# Passacaglia
Een passacaglia (of passacalia) is een  (waarschijnlijk van een 16e-eeuwse Spaanse dans afgeleide) compositie in meestal driedelige maatsoort over een baslijn, die doorgaans eerst alleen klinkt en vervolgens herhaald wordt waarbij de boven- en middenstemmen een contrapuntische en harmonische relatie met deze basmelodie aangaan. De passacaglia als compositorisch hoogstandje is ontstaan in de barok (1600-1750) uit de gelijknamige dans. De chaconne is zeer nauw verwant aan de passacaglia. Enkele beroemde voorbeelden uit die tijd zijn:
- Heinrich von Biber: Passacaglia voor viool solo uit de Rozenkranz-Sonate.
- Henry Purcell: Chacony uit "The Fairy Queen" ; Chacony in g klein voor strijkers
- Johann Sebastian Bach: Passacaglia voor orgel solo - BWV 582 - , waarschijnlijk de beroemdste passacaglia aller tijden en veelvuldig georkestreerd, onder anderen door Ottorino Respighi en Leopold Stokowski.
- Georg Friedrich Händel: Passacaille in g klein voor klavecimbel (slot uit de suite nr 7 HWV 432)
- Dietrich Buxtehude: Passacaglia in d voor orgel; Chaconne in c klein en e klein
- J.S. Bach: Canzone voor orgel solo in d klein. Een zeer vocaal, expressief gedacht stuk, dit in tegenstelling tot de meer instrumentaal gedachte en virtuoos geschreven passacaglia.
- J.S. Bach: Chaconne uit de Tweede partita voor solo viool. Deze compositie kan een drieluik genoemd worden, verwijzend naar de Drie-eenheid. Felix Mendelssohn en Robert Schumann componeerden pianobegeleidingen bij deze compositie, en Ferruccio Busoni maakte een beroemd geworden pianotranscriptie van dit werk. Ook Johannes Brahms bewerkte haar voor piano, maar dan alleen voor de linkerhand. Joseph Joachim Raff orkestreerde de chaconne.

Een bijzondere vorm van de passacaglia is de lamento - bas, waarbij een chromatisch dalende baslijn klinkt. Zij werd in de barok ook veelvuldig gebruikt, bijvoorbeeld in
- Henry Purcell: "Dido and Aeneas": Dido's Lament: "When I am laid in Earth"
- J.S. Bach: "Crucifixus" uit de Hohe Messe.

In de negentiende eeuw raakte de vorm in onbruik. Felix Mendelssohn Bartholdy herontdekte de barokke klankstructuren. De bewondering voor Johann Sebastian Bach blijkt overduidelijk uit Mendelssohns eigen Passacaglia in c voor orgel. 
Johannes Brahms die zich ook erg voor oudere muziek en contrapuntische technieken interesseerde, gebruikte in het laatste deel van zijn vierde symfonie in e opus 98 de passacagliatechniek. Dit deed hij echter zo vloeiend en ten dienste van het verhaal van de muziek, dat een luisteraar het pas werkelijk merkt wanneer hij hierop gewezen wordt. 
In de 20e eeuw wordt de passacaglia weer dankbaar aangegrepen om lengte te scheppen in de composities, hetgeen aldoor moeilijker werd door de toegenomen harmonische en instrumentale mogelijkheden. Beroemd is de Passacaglia opus 1 voor orkest van Anton Webern, leerling van Arnold Schönberg. Als groot liefhebber van Bachs orgelwerken schreef Max Reger uiteraard ook passacaglia's. De Nederlander Rudolf Escher verwerkte veelvuldig passacaglia's in zijn muziek, zoals in zijn tweede symfonie. In 1938 schreef hij een magistrale passacaglia voor orgel solo. De Utrechtse organist Mees van Huis schreef twee passacaglia's voor orgel. Tevens leverden Hendrik Andriessen, Gabriël Verschraegen, Cornelis de Wolf en zijn leerling George Stam bijdragen aan dit (orgel)genre.

## Meer voorbeelden
- Dmitri Sjostakovitsj schreef een Passacaglia als derde deel van zijn vioolconcert nr. 1 (Sjostakovitsj) in a klein op. 99.
- Igor Stravinsky schreef een passacaglia als tweede deel van zijn Septet uit 1953.
- Leopold Godowsky componeerde een passacaglia bestaande uit 42 variaties op een thema van Schubert, een epilogue, een cadenza en een fuga. Deze variaties bevatten ingewikkelde harmonieën en veel contrapunctale melodieën, iets waar Godowsky om bekend stond. De passacaglia staat bekend om zijn extreme moeilijkheid. De beroemde pianist Vladimir Horowitz zou het stuk niet hebben willen spelen omdat er volgens hem geen twee, maar zes handen voor nodig zouden zijn. Het werk is geprezen om zijn enorme muzikaliteit en originaliteit.
- Tage Nielsen: Passacaglia
- Leonardo Balada: Passacaglia
- Een voorbeeld uit de rockmuziek: Bob Dylan schreef de songs Something There Is About You en Forever Young, beide van het album Planet Waves uit 1974, in de vorm van een passacaglia.